# خانه پدری (مجموعه تلویزیونی)
خانه پدری یک مجموعه تلویزیونی محصول سال ۱۳۷۹ به کارگردانی فریدون حسن‌پور، نویسندگی مسعود بهبهانی نیا و تهیه‌کنندگی ایرج محمدی و مهران مهام می‌باشد که در سال ۱۳۸۰ از شبکه تهران (۵) پخش شد. این مجموعه در ۲۶ قسمت ۴۵ دقیقه‌ای تهیه شد.

## داستان
این سریال داستان دختری را به تصویر می‌کشد که متوجه می‌شود خانواده‌ای که در آن بزرگ شده‌است خانواده واقعی او نیست و سعی می‌کند تا به دنبال خانواده واقعی خود بگردد اما با مشکلات گوناگونی مواجه می‌شود که در ادامهٔ راه برایش دردسر ساز است.

## بازیگران
- شقایق فراهانی (سارا - نقش اصلی)
- مهدی فتحی
- دانیال حکیمی
- مجید صالحی
- سام درخشانی
- بهزاد فراهانی
- ثریا قاسمی
- حمیدرضا افشار
- پوراندخت مهیمن
- زیبا نادری
- فاطمه صادقی
- رضا ژیان
- اتابک نادری
- مهدی لباف
- حسین رنگیوند
- شهناز شهبازی

## عوامل
- کارگردان: فریدون حسن پور
- تهیه‌کننده و مجری طرح: ایرج محمدی روزبهانی، مهران مهام
- نویسنده: مسعود بهبهانی‌نیا
- مدیر تولید: حسن خضرآبادی
- مدیر تصویربرداری: محمدرضا سکوت
- تدوین: مهدی حسینی وند، خشایار موحدیان
- آهنگساز و خواننده: امید کرامتی
- صدابردار: مرتضی اصلان زاده
- طراح گریم: محسن ملکی
- طراح صحنه و لباس: محمد گنجعلی
- برنامه‌ریز: شاهین باباپور
- دستیاران کارگردان: فرشاد ارج، مهدی لباف، علیرضا محمدی روزبهانی
- منشی صحنه: لیلا رنگرزان

محصول: گروه فیلم و سریال شبکه پنج سیمای جمهوری اسلامی ایران (تهران) / ۱۳۸۰–۱۳۷۹